# راسوی دم‌دراز
راسوی دم‌دراز (نام علمی: Mustela frenata) نام یک گونه از سرده راسو است.

## محدوده جغرافیایی
پراکنش زیستی راسوی دم دراز شامل بیشتر مناطق آمریکای شمالی است که از شمال مرز ایالات متحده و کانادا و از جنوب به آمریکای مرکزی تا شمال آمریکای جنوبی امتداد دارد.

## زیستگاه
راسوهای دم دراز، اغلب در زیستگاه های معتدل و گرمسیری در آمریکای شمالی و مرکزی یافت می شوند. این زیستگاه ها از مزارع گرفته، تا مناطق جنگلی کوچک تا مناطق حومه شهر را شامل می شود. آنها در بیابان ها یا جنگل های انبوه زندگی نمی کنند. لانه‌های آنها در کنده‌های توخالی، توده‌های سنگ و زیر انبارها قرار دارند. گاهی اوقات راسوهای دم دراز به جای ساختن یک لانه جدید، در لانه های یکی از طعمه های خود زندگی می کنند.

## ظاهر فیزیکی
راسوهای دم دراز بدنی باریک و بلند دارند، که شبیه به سایر راسوها هست. به طور متوسط، نرها بزرگتر از ماده ها هستند. این راسوها دارای دم های بلند و پرپشتی هستند که حدود ۵۰ درصد طول کل بدن آنها را پوشش می دهد. طول بدن در نرها بین ۳۳۰ تا ۴۲۰ میلی‌متر و در ماده‌ها ۲۸۰ تا ۳۵۰ میلی‌متر است، طول دم در نرها از ۱۳۲ تا ۲۹۴ میلی‌متر و در ماده‌ها ۱۱۲ تا ۲۴۵ میلی‌متر است. راسوهای دم دراز دارای سر کوچک و باریک با سبیل های بلند هستند و پاهای کوتاهی هم دارند. بدن آنان از خزهای کوتاه و نرم تشکیل شده است که توسط موهای محافظ براق پوشیده شده است. آنها بدنی به رنگ قهوه ای دارچینی با زیر قسمت هایی به رنگ زرد و سفید دارند. این راسوها سالی دو بار خز خود را می ریزند، یک بار در بهار و بار دیگر در پاییز. پوشش رنگی راسو های دم دراز در جمعیت های شمالی در زمستان سفید و در تابستان قهوه ای است، در حالی که پوشش راسو های دم دراز در جمعیت های جنوبی در تمام طول سال قهوه ای هست.

## تولید مثل
جفت گیری در راسوهای دم دراز در اواسط تابستان اتفاق می افتد. زمان بارداری حدود ۲۸۰ روز است. تولد نوزاد ها از اواخر آوریل شروع می شود و بصورت متوسط در هر بستر شش توله است. وزن راسوهای نوزاد در بدو تولد تنها ۳ گرم است. در چهارده روزگی، موهای سفید شروع به ضخیم شدن می‌کنند و تفاوت اندازه باعث می‌شود، که نر ها از ماده ها به راحتی تشخیص داده شوند. راسوهای نوزاد در ۳۶ روزگی از شیر گرفته می شوند و می توانند غذایی را که مادر به لانه آورده است بخورند. آنها نحوه کشتن طعمه را از مادر خود یاد می گیرند و تا ۵۶ روزگی می توانند به تنهایی طعمه ها را بکشند. ماده ها در اولین تابستان زندگی خود جفت گیری می کنند، اما نرها تا بهار سال بعد صبر می کنند.

### طول عمر
بسیاری از راسوهای دم دراز قبل از رسیدن به یک سالگی می میرند. با این حال، هنگامی که آنها به بزرگسالی می رسند ممکن است چندین سال زندگی کنند. طول عمر راسوهای دم دراز در طبیعت به خوبی مشخص نیست، با این حال راسو های دم دراز ی که در اسارت زندگی می کنند، تا بیش از ۸ سال زنده می مانند.

## رفتار
راسوهای دم دراز حیوانات اجتماعی نیستند. هر دو جنس جدا از یکدیگر زندگی می کنند بجز در فصل و زمان جفت گیری. قلمرو لانه یک نر ممکن است با چندین محدوده لانه ماده همپوشانی داشته باشد، اما محدوده قلمرو بزرگسالان همجنس هرگز همپوشانی ندارد. راسوهای دم دراز رفتار بسیار تهاجمی نسبت به مزاحمان قلمرو خود نشان می دهند.
راسوهای دم دراز حیواناتی سریع، چابک و هوشیار هستند. آنها کوهنوردان و شناگران خوبی هستند.
راسوهای دم دراز طعمه خود را از طریق بو یا صدا تشخیص می دهند، سپس حیوان را تعقیب می کنند و سریع حمله می کنند. آنها طعمه خود را با گاز گرفتن سریع قاعده جمجمه، می کشند.
در حالی که راسوهای دم دراز می توانند در طول روز فعال باشند، غالباً در شب بیشتر فعال هستند. این راسوها همچنین به عنوان حیوانات پر سر و صدا شناخته می شوند، اما این صدا ها معمولاً در پاسخ به نوعی اختلال است.
راسوهای دم دراز با علائم بصری، صوتی و عطری با یکدیگر ارتباط برقرار می کنند. ماده ها زمانی که آماده جفت گیری می شوند رایحه ای  از خود متصاعد می کنند. هنگام مواجهه راسوها با یکدیگر از زبان بدن و صداها برای برقراری ارتباط استفاده می کنند.
راسوهای دم دراز دارای حواس بینایی، شنوایی و بویایی قوی هستند، که به آنها اجازه می دهد شکارچیانی کارآمد و حساس باشند.

## عادات غذایی
طعمه اصلی و رژیم غذایی راسو های دم دراز را معمولا جوندگان کوچک تشکیل می دهد. ماده‌ها با جثه‌های کوچک‌تر، موفقیت بهتری در شکار جوندگان کوچک دارند، زیرا بدن آنها می‌تواند در داخل لانه‌های کوچک جوندگان قرار بگیرد. نرها به دنبال حیوانات بزرگتر مانند خرگوش های دم پنبه ای شرقی هستند. در حالی که آن ها پستانداران کوچک را ترجیح می‌دهند، این راسوها طیف وسیعی از طعمه ها مانند پرندگان و خزندگان را شکار می کنند. آنها گاها از میوه ها و انواع توت ها هم استفاده می کنند.

## دشمنان طبیعی
راسوهای دم دراز حیواناتی تهاجمی هستند و حیوانات بسیار بزرگتر از خودشان را تهدید می کنند. با این حال آنها ممکن است توسط حیوانات بزرگتر مانند جغدهای بزرگ ، کایوت ها یا مارهای بزرگ مانند مار زنگی  شکار شوند. آنها در اوایل جوانی در برابر شکارچیان آسیب پذیرتر هستند.